# Demografia da Grécia

Gráfico demográfico da Grécia

Demografia da Grécia - a Grécia tem sido habitada desde o Período Paleolítico e, por volta do ano 3.000 A.C. se tornou o lar, nas Ilhas Cícladas, de uma cultura cuja arte permanece como uma das mais notáveis da História. No início do 2o milênio A.C., a ilha de Creta foi o lar do sofisticado império marítimo dos minoicos, cujo comércio atingia o Egito e a Sicília. Os Minoicos foram derrotados pelos Micênicos (um povo da Grécia continental, que falava um antigo dialeto do grego) cujo esplendor caído daria origem à civilização grega clássica.
No princípio, o mosaico de cidades-estado gregas tinha semelhanças étnicas. Durante os impérios romano, bizantino e otomano (abrangendo todo o período que vai do século I ao século XIX) a composição étnica da Grécia diversificou-se. Desde a independência, em 1829 e da troca de populações com a Turquia em 1923, a Grécia forjou um estado nacional que reclama suas origens há 3 mil anos.
A língua grega remonta há 3.500 anos, e o grego moderno preserva muitos elementos de seu antecessor clássico. No século XIX, após a Guerra de Independência Grega, fez-se um esforço para eliminar da língua as expressões de origem turca e árabe. A versão resultante foi considerada próxima do Koiné (Κοινή) grego, e foi chamada de Katharevoussa (Καθαρεύουσα). No entanto, a Katharevoussa nunca foi adotada pelos gregos na linguagem diária. O grego comumente falado é chamado Dimotiki (Δημοτική), e se tornou a língua oficial em 1976.
A Grécia tem uma população de aproximadamente 10 milhões de habitantes, 98% são de origem grega.
Sua população apresenta crescimento de 0,3% ao ano.
A taxa de analfabetismo é 2,8% e a renda per capita é US$ 11.740.